# 5th Bomb Wing
 (décembre 2023).
Si vous disposez d'ouvrages ou d'articles de référence ou si vous connaissez des sites web de qualité traitant du thème abordé ici, merci de compléter l'article en donnant les références utiles à sa vérifiabilité et en les liant à la section « Notes et références ».
Le 5th Bomb Wing (5th BW, 5e Escadre de bombardement), appartenant à la 8th Air Force du Global Strike Command de l'United States Air Force est stationné à Minot Air Force Base dans le Dakota du Nord.

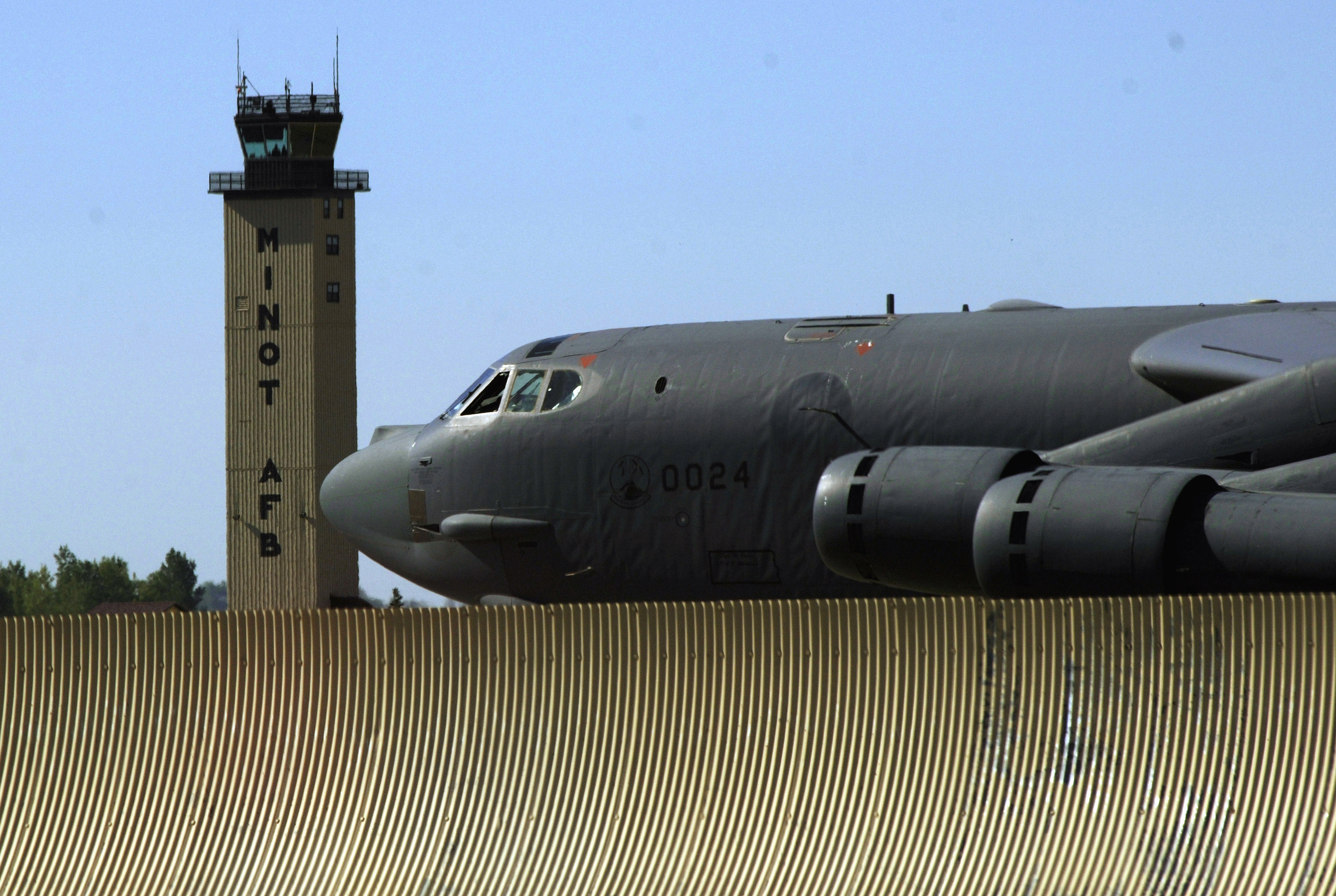
B-52H du 5th BW devant la tour de contrôle de Minot AFB